# 삼청동천
삼청동천(三淸洞川)은 북악산의 남쪽에서 발원하여 지금의 청계광장 부근에서 청계천으로 합류하던 하천이다. 준천사실에는 삼청동지수(三淸洞之水)로, 한경지략에는 삼청동천수(三淸洞川水)로, 동국여지비고에는 삼청동수(三淸洞水)로 되어 있다. 근대에 와서는 중학천(中學川)으로도 불린다. 현재는 복개되었다가 일부분이 실개천으로 복원되었다.

## 과거의 다리
조선 시대의 삼청동천의 다리 목록이다.

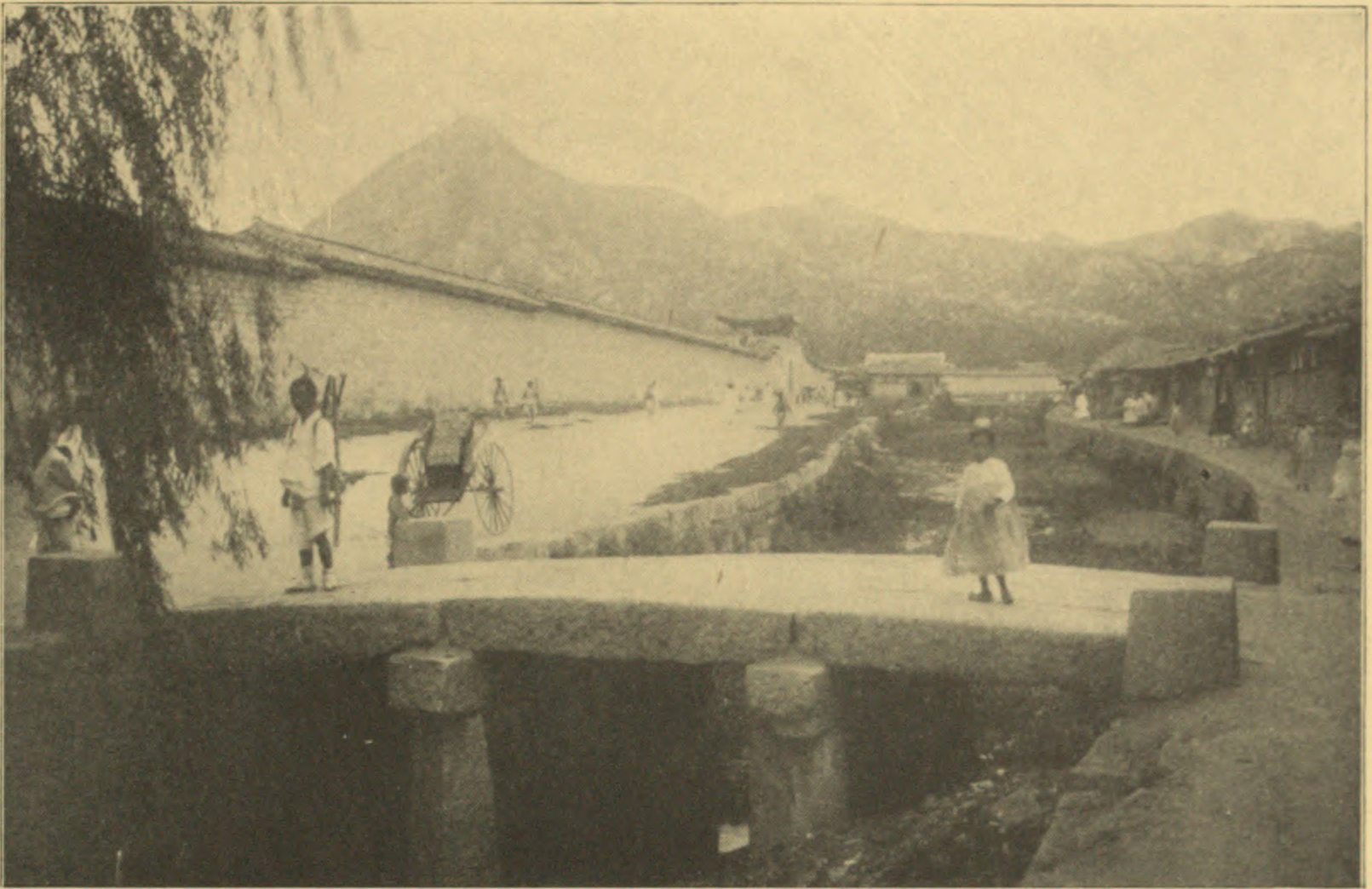
십자각교와 삼청동천 (1908년 버튼 홈스 촬영)

- 북창교(北倉橋) : 삼청동 40번지 일대에 있었으며, 군기시의 북창(北倉) 앞에 위치하였기 때문에 붙은 이름이다.[3]
- 장원서교(掌苑署橋) : 화동 64번지 부근에 있었으며, 장원서 앞에 위치하였기 때문에 붙은 이름이다.[3]
- 장생전교(長生殿橋) : 소격동 73번지 부근에 있었으며, 장생전 앞에 위치하였기 때문에 붙은 이름이다.[3]
- 십자각교(十字閣橋) : 사간동 76번지 동십자각 옆에 있었다.[3] 숙주감다리라고도 불렸다.[4]
- 중학교(中學橋) : 중학동 88번지와 99번지 부근에 있었으며, 중학(中學) 앞에 위치하였기 때문에 붙은 이름이다.[3]
- 혜정교(惠政橋) : 종로1가 89번지 광화문우체국 앞에 있던 다리로, 법을 어긴 사람을 이 다리에 매단 기름솥에 삶는 형벌을 내렸기 때문에 본보기로 보인다는 의미로 붙은 이름이다.[3] 이 다리 옆에 우포도청이 있었기 때문에 포청다리(捕廳-)라고도 불렸고[5], 혜교(惠橋)나 세장교(歲長橋)라는 이름도 있었다. 1926년 12월 도로를 개수하고 돌다리를 콘크리트 다리로 바꾸면서 이름도 복청교(福淸橋)라고 고쳤다.[4] 1966년 자재 유출로 위험해진 다리를 복개하였으며[6], 1986년 7월에 복청교 교명주(橋名柱)가 탑골공원에서 발견되어[7], 이를 2015년에 서울역사박물관으로 이전하였다.[8]

## 복개와 복원
삼청동천은 1957년 도시정비 목적으로 복개되었다. 이후 2000년대 후반에 들어 복원 사업 계획이 발표되었고, 중학천이라는 이름으로 구간을 1·2단계로 나누어 복원하기로 했다. 1단계 구간인 청계천~종로구청 340m 구간이 종로 청진지구 도시환경정비사업과 연계해 실개천 형태의 수로로 복원되었지만, 원래 모습과는 판이하게 다르고 기존 하천을 활용하지 않았다는 점에서 사실상 인공하천을 만든 셈이라고 할 수 있다. 나머지 종로구청~정독도서관 1.02km 구간은 2012년에 완료될 예정이었으나, 사업이 중단되었다.
한편, 삼청동천의 상류 구간인 삼청동 산2-49번지 일대 약 200m 구간은 복개되지 않고 남아있었는데, 하천의 폭이 좁아 집중 호우 때마다 물이 넘치는 것을 방지하는 공사인 ‘삼청동 맑은 물길 조성공사’를 2013년 10월 개시하였다. 이 공사는 2015년 12월 마무리되었다.
2013년 11월에는 서울특별시 차원에서 ‘청계천 2050 마스터플랜’ 계획이 발표되었다. 이에 따르면, 2030년까지 삼청동천의 계곡수를 청계천으로 유입시킬 예정이다.